# Samuel von Hertefeldt
Samuel Freiherr von und zu Hertefeldt, auch Hertefeld, (* 21. November 1664; † 16. Januar 1730 auf Schloss Liebenberg) war ein preußischer Staatsmann.

## Leben

### Familie
Samuel von Hertefeldt war Angehöriger des klevischen Adelsgeschlechts von und zu Hertefeldt. Seine Eltern waren der klevisch-märkische Jägermeister Georg Wilhelm von und zu Hertefeldt und Justina, geborene von Imbise zu Granbene. Er vermählte sich 1702 mit Maria Anna Isabella Freiin von Wylich. Aus der Ehe sind drei Söhne bekannt:
- Friedrich Wilhelm Freiherr von Hertefeld (* 1705), Oberforstmeister, Johanniterritter[2], Erbherr auf Hertefeld und Kolk
- Ludwig Casimir Freiherr von Hertefeld (1709–1790), Kammerherr, Rittmeister und Johanniterritter, Erbherr auf Boetzlaer und Liebenberg, ⚭ 1737 Louise Susanne von Bechefer (1711–1766), eine Tochter des preußischen Generalleutnants Jakob von Bechefer (1661–1731)
- Friedrich Samuel von Hertefeld (1717–1763), Erbherr auf Guten-Germendorf, ⚭ Augusta Sabine Charlotte von Quast (1732–1808)

### Werdegang
Hertefeldt trat mit fünfzehn Jahren als Jagdpage in die Dienste des Kurprinzen Friedrich von Brandenburg. Mit seinem Dienstherren nahm er am Pfälzischen Erbfolgekrieg, insbesondere der Belagerung von Bonn teil. Im Jahr 1697 wurde er klevescher Jägermeister und 1704, seinem Onkel Jobst Gerhard von Hertefeldt in diesem Amt nachfolgend, brandenburgisch-preußischer Oberjägermeister.
Noch in Kleve war er Geheimer Finanzrat, Drost zu Cranenburg, Waldgraf zu Nergena sowie Jurisdiktionsherr zu Hoennepel und Nieder-Moermter.
Er beendete auch die von seinem Onkel begonnenen Arbeiten zur Anlage der Kolonie Neuholland, wodurch er die Aufmerksamkeit Friedrich Wilhelm I. auf sich zog. Nach dessen Regierungsantritt beauftragte er Hertefeldt mit der Urbarmachung des Havelländischen Luchs durch Bau des Großen Havelländischen Hauptkanals. Später leitete er gemeinsam mit Baumeister, Kriegs- und Domänenrat Johann Carl Stoltze, ähnliche Urbarmachungen in Ostpreußen und Litauen.
Er war Ritter des Schwarzen Adlerordens, Geheimer Oberfinanz-, Kriegs- und Domänenrat. Am 10. September 1727 avancierter er zum Wirklichen Geheimen Etatsat und hatte damit den Rang eines Ministers in der preußischen Regierung.
Hertefeldt war Erbherr auf Hertefeld, Weeze, Kolk, Liebenberg (Wohnsitz, den er erheblich ausbauen und gestalten ließ), Häsen, Guten-Germendorf, Bergsdorf, Grüneberg, Boetzlaer und Appeldorn. Er wurde am 22. Januar 1730 zu Liebenberg im dortigen Gewölbe beigesetzt.